# Henri Gautier

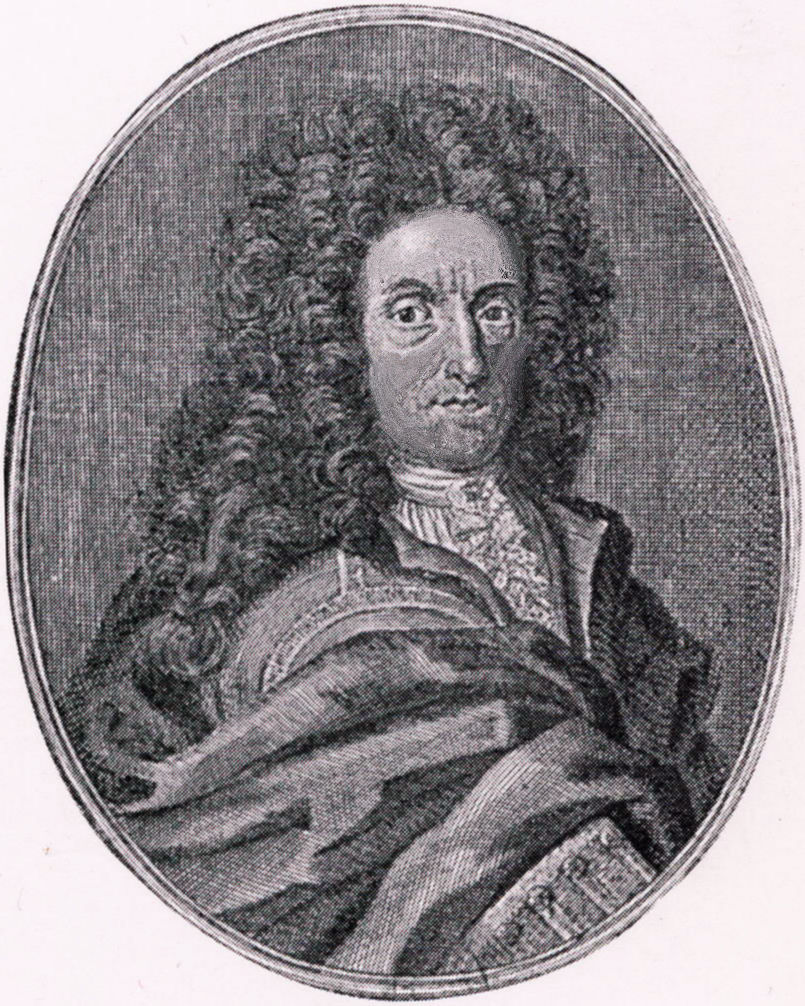
Porträt von Henri Gautier

Hubert Gautier (auch Henri Gautier) (* 21. August 1660 in Nîmes; † 27. September 1737 in Paris) war ein französischer Ingenieur und Wissenschaftler. Er schrieb das erste theoretische Werk über den Straßenbau sowie das erste grundlegende Werk über den Brückenbau.

## Leben
Gautier war der Sohn eines hugenottischen Wollkämmlers. Nach der Schule in Nîmes studierte er zunächst Medizin im protestantischen Orange, wo er 1679 den Doktortitel erlangte. Aufgrund seines Interesses für Mathematik wurde er von 1686 bis 1688 beim Bau des Fort Vauban in Nîmes tätig. Nachdem König Ludwig XIV. mit dem Edikt von Fontainebleau die Religionsfreiheit widerrufen hatte, konvertierte Gautier 1689 zum Katholizismus. Im gleichen Jahr wurde er Ingenieur der Provinz Languedoc. Bis 1694 war er am Bau der heute noch existierenden Brücke in Coursan über die Aude tätig, anschließend arbeitete er für verschiedene Projekte im Languedoc, unter anderem auch am Canal du Midi. 1713 wurde er zu einem
der ersten Inspektoren des Brücken- und Straßenbaus (Inspecteur des ponts et chaussées) ernannt und ließ sich in Paris nieder. Nach weiteren 18 Jahren im Dienst der Ponts et chaussées nahm er 1731 im Alter von 71 Jahren seinen Abschied in den Ruhestand.

## Werk
Im Jahr 1693 veröffentlichte Gautier in Toulouse das erste Lehrbuch über den Straßenbau (Traité de la construction des chemins). Darin beschreibt er neben Methoden der Straßenentwässerung auch die Grundsätze des römischen Straßenbaus. Bei der Konstruktion der Fahrwege wählt Gautier eine grobe Tragschicht aus großen, flach verlegten Steinen. Darauf kommt eine Ausgleichsschicht und eine abschließende Deckschicht aus feinem gebrochenem Kies. Eingefasst wird die Konstruktion durch schwere Randsteine. Der Fahrweg wird auf einem kleinen Damm geführt und kann so wirksam entwässert werden. Das Werk wurde 1716 und 1721 in Paris neu aufgelegt.
1716 erscheint in Paris sein Werk Traité des ponts (Abhandlung über den Brückenbau), das bis 1768 ebenfalls mehrfach aufgelegt und 1759 ins Deutsche übersetzt wird. Es bleibt zumindest in Frankreich bis zu den Werken von Émiland Gauthey aus den Jahren 1809–1813 das einzige grundlegende Werk über den Brückenbau.
1721 veröffentlichte er seine Abhandlung Nouvelles conjectures sur le globe terrestre (Neue Überlegungen über die Erdkugel) (die im Rahmen seiner Bibliothèque des philosophes et des sçavans erschien), in der er versucht, die traditionelle Lehre über die langsame Gestaltung der Erdoberfläche allein durch Flüsse und Sedimentablagerungen in den Meeren mit der Auffassung von Descartes zu verbinden, dass die Gebirgsbildung durch vergleichsweise plötzliche tektonische Ereignisse geschieht.
Seine Veröffentlichungen umfassen auch eine Reihe kleinerer Werke:
- Henri Gautier: Traité de la construction des chemins. Toulouse 1693.
- Henri Gautier: Traité de la construction des chemins. 2. Auflage. André Cailleau, Paris 1721; archive.org.
- Henri Gautier: L’art de dessiner proprement les plans, porfils, elevations geometrales, et perspectives, soit d’architecture militaire ou civile: avec tous les secrets les plus rares pour faire les couleurs avec lesquelles les ingenieurs representent les divers materiaux d’une place. 1697.
- Henri Gautier: Traité des ponts. Paris 1716.
- Henri Gautier: Traité des Ponts. 2. Auflage. André Cailleau, Paris 1728, Digitalisat auf Google books.
- Henri Gautier: Dissertation sur les culées, voussoirs, piles et poussées des ponts. 1717.
- Henri Gautier: Histoire de la ville de Nîmes et de ses antiquités. 1720.
- Henri Gautier: Nouvelles conjectures sur le globe de la terre. 1721. Digitalisat
- Henri Gautier: Bibliothèque des philosophes et des sçavans tant anciens que modernes. André Cailleau, Paris 1723; archive.org.
- Henri Gautier: Dissertation sur les projets de canaux de navigation, d’arrosage & pour la conduite des fontaines.
- Henri Gautier: Dissertation sur la conduite des mâts pour les vaisseaux du roi, depuis les forêts où on les abbat jusque dans les ports de mer auxquels on les destine. Paris.
- Henri Gautier: Dissertation qui résout les difficultés sur la poussée des voûtes & des arches, à différents surbaissements, sur les piles, les voussoirs, la charge des pilotis, le profil des murs qui doivent soutenir des terrasses, des remparts à telle hauteur donnée que ce puisse être. Paris.
- Henri Gautier: Traité de l’art de laver les différents desseins qu'on envoie à la cour. Lyon.
- Henri Gautier: Traité des armes à feu, tant des canons dont on se sert sur terre et sur mer, avec leurs proportions, comme des mortiers pour leurs jets de bombes, avec la manière de diriger leur portée. Lyon.
- Henri Gautier: Traité des fortifications; avec l’examen de toutes le méthodes dont on s’est servi jusqu'alors pour fortifier les places. Lyon.
- Henri Gautier: Plusieurs lettres ou nouvelles conjectures sur la peste, & sur tous les corps animés & inanimés. Paris.